# Crew Dragon Demo-2
Crew Dragon Demo-2, oficialmente conhecido como SpaceX Demo-2 e Crew Demo-2, é o primeiro voo tripulado da nave Crew Dragon da SpaceX. Lançado dia 30 de maio de 2020, DM-2 é a primeira missão tripulada a ser lançada dos Estados Unidos desde a STS-135 em 2011 e a primeira missão lançada a partir dos Estados Unidos com dois astronautas desde a STS-4 em 1982.
A primeira tentativa de lançar no dia 27 de maio acabou com um aborto aos 16m54s antes do lançamento. NASA e SpaceX miraram a data secundária de 30 de maio de 2020, 19:22 UTC.

## Tripulação
| Posição                                                                        | Astronauta        |
| ------------------------------------------------------------------------------ | ----------------- |
| Comandante da espaçonave                                                       | Douglas G. Hurley |
| Comandante de operações conjuntas                                              | Robert L. Behnken |
| Hurley e Behnken foram anunciados como tripulantes no dia 3 de agosto de 2018. |                   |

### Reserva
| Posição                  | Astronauta     |
| ------------------------ | -------------- |
| Comandante da espaçonave | Kjell Lindgren |

## Linha do tempo

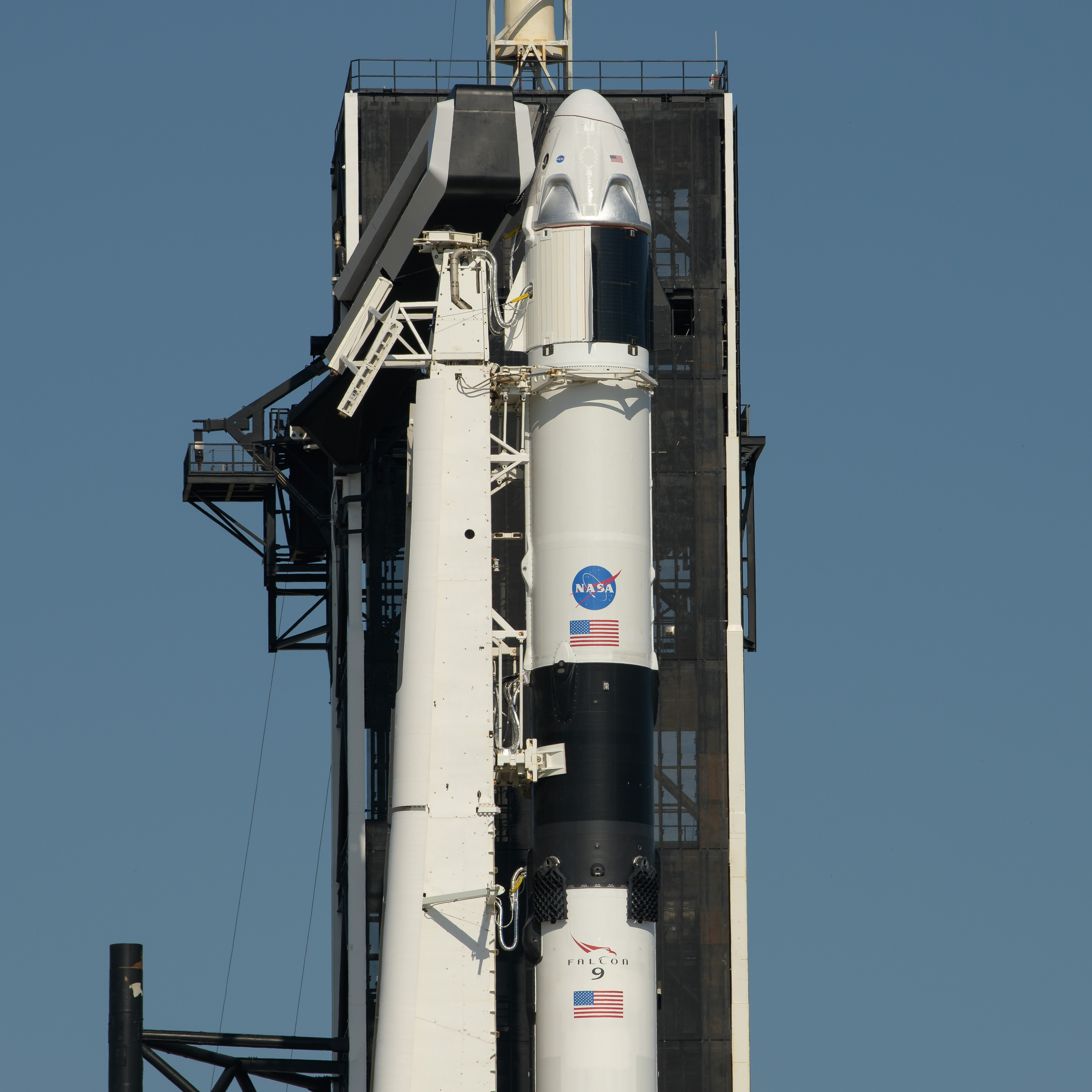
Foguete Falcon 9 B1058.1, com a cápsula Crew Dragon no topo

O Crew Demo-2 deveria ter ocorrido em julho de 2019 como parte do contrato no Programa de Tripulações Comerciais com uma tripulação de dois astronautas numa missão experimental de 14 dias para a Estação Espacial Internacional.
No dia 20 de abril de 2019, a cápsula usada na missão Demo-1 foi destruída durante uma ignição estática de seus propulsores SuperDraco, antes do uso planejado durante o teste de aborto durante o voo. SpaceX descobriu que a causa da anomalia foi uma válvula que vazou propelente dentro da mangueiras de hélio com alta pressão.
No dia 19 de janeiro de 2020, uma cápsula Crew Dragon realizou de forma bem sucedida um teste de aborto durante o voo.
No dia 9 de abril de 2020, Jim Bridenstine, o Administrador da NASA, disse que estava "bem confiante" de que os astronautas poderão voar no Crew Dragon para a Estação Espacial Internacional no fim de maio ou começo de junho de 2020, dependendo dos últimos testes de paraquedas, revisão de dados e uma programação de treinamento que pode ficar de fora dos impactos principais da pandemia do coronavírus.
No dia 17 de abril de 2020, a data foi confirmada para o dia 27 de maio. A chegada do Crew Dragon aumentará o numero de tripulantes de três para cinco por vários meses. "Bob Behnken e Doug Hurley não irão somente como pilotos do Demo-2, mas como tripulantes da ISS por alguns meses para trabalhar, onde continuarão a operar na ISS", Bridenstine disse. "E quando estivermos com o próximo Crew Dragon pronto, eles voltarão". É esperado que Hurley e Behnken vivam e trabalhem na estação por dois ou três meses, para então retornarem no Oceano Atlântico, a leste de Cabo Canaveral.
Demo-2 foi o primeiro voo tripulado dos EUA que não teve a presença do público no Complexo de Visitantes do Centro Espacial Kennedy devido a Pandemia de COVID-19. Entretanto, alguns membros da imprensa poderão assistir.
No dia 23 de abril de 2020, Bridenstine pediu para que os entusiastas espaciais não vagem ao Kennedy Space Center em maio para ver o primeiro lançamento tripulado do espaço porto desde 2011, e pediu para que o público assista o lançamento na televisão ou online. "Estamos pedindo para que o público se junte conosco para este lançamento, mas em casa". "Estamos pedindo para que não viagem ao Kennedy Space Center... Quando ocorrem lançamentos, atraímos grandes multidões, e não é o que queremos agora. Queremos ter certeza de que temos acesso à Estação Espacial Internacional sem a grande multidão que geralmente aparece. "Modificamos os turnos. Então, em vez de 12 pessoas trabalhando no foguete ao mesmo tempo, as separamos de forma que temos quatro trabalhando por oito horas, outros quatro pelas próximas oito horas e assim vai. Estamos dividindo tudo por turnos".
No dia 1 de maio de 2020, a SpaceX demonstrou de forma bem sucedida o sistema de paraquedas Mark 3, uma conquista crítica para a aprovação da missão.

## Missão
O Falcon 9 foi lançado da plataforma LC-39A do Kennedy Space Center no dia 30 de maio e a cápsula Crew Dragon foi acoplada com o adaptador pressurizado PMA-2 no módulo Harmony no dia 31. Hurley e Behnken juntarão à Expedição 63 por vários meses.
Acoplagem e desacoplagem serão realizadas de forma autônoma pela nave, mas monitorada pela tripulação. O primeiro estágio pousou de forma autônoma no Of Course I Still Love You. Ao retornar, a Crew Dragon pousará de paraquedas no Atlântico, onde será recuperada pelo Go Navigator.
A cápsula foi batizada como Endeavour, em homenagem ao ônibus espacial com o mesmo nome. Ao final de seu voo, a mesma terá realizado a mais longa missão espacial de uma nave tripulada estadunidense desde a Skylab 4.

## Tentativas de lançamento
Todos os tempos estão em UTC
| Tentativa | Hora prevista                | Resultado | Retorno para lançamento | Razão | Ponto de decisão                                          | Clima (%) | Nota |
| --------- | ---------------------------- | --------- | ----------------------- | ----- | --------------------------------------------------------- | --------- | --- |
| 1         | 27 de maio de 2020, 20:33:33 | Cancelado | —                       | Clima | 27 de maio de 2020, 20:16 (contagem pausada aos T-16m53s) | 40%       | A decisão foi feita antes do segundo estágio ser abastecido com oxigênio líquido. O lançamento foi cancelado devido a tempestades e uma chuva leve na área causada pela Tempestade Tropical Bertha. |
| 2         | 30 de maio de 2020, 19:22:45 | Sucesso   | 2d, 22h, 45m            |       |                                                           | 70%       | |

## Insígnia

Logo usado entre 1975 e 1992

A insígnia foi criada por Andrew Nyberg, um artista de Brainerd, Minnesota. Nyberg é sobrinho da esposa de Hurley, Karen Nyberg. A insígnia apresenta imagens dos logos do Commercial Crew Program, Falcon 9, Crew Dragon e SpaceX. Também estão representados a bandeira dos EUA e um símbolo da ISS. As palavras NASA, SpaceX, Hurley e Behnken estão colocadas ao redor da borda, e as palavras "First crewed flight" e "DM-2". O formato da insígnia é o de uma cápsula Dragon.
O Falcon 9 apresentou o logo de minhoca da NASA. É a primeira vez que esse logo será oficialmente usado desde 1992.